# Sadb
Sadb – w iryjskiej mitologii kochanka Finna MacCoola. Finn ujrzał ją po raz pierwszy podczas polowania, jako łanię, gdyż sama będąc boginią została zaczarowana przez potężnego czarownika. W nocy po polowaniu Sadb przyszła do Finna pod postacią kobiety i przez jakiś czas żyli ze sobą, a owocem ich związku był Oisin. Później pod nieobecność Finna ten sam czarownik zamienił Sadb ponownie w łanię. Finn szukał jej w całej Irlandii, ale jedynym śladem, który udało mu się odnaleźć był mały, nagi chłopiec, w którym Finn MacCool rozpoznał swojego syna.